# Rue du Haut-Bourgeois
La rue du Haut-Bourgeois est une voie de la commune de Nancy, comprise dans le département de Meurthe-et-Moselle, en région Lorraine.

## Situation et accès
La rue du Haut-Bourgeois est sise au sein de la Vieille-ville de Nancy et appartient administrativement au quartier Ville-Vieille - Léopold.
La rue du Haut-Bourgeois relie le cours Léopold à la Grande-Rue, en adoptant une direction générale est-ouest. La voie croise la rue des Loups et la rue des Frères-Henry.

## Origine du nom
Le nom de Haut-Bourgeois fait référence au « haut bourget »,, c'est-à-dire une petite bourgade, construites primitivement entre les remparts et le village de Saint-Dizier, devenu faubourg des Trois Maisons.

## Historique
Le nom de « rue du Haut-Bourget », est attesté dès 1511 avant de devenir « rue du Haut-Boujot » et « rue du Haut-Bourgeois » en 1728. Lors de la Révolution française, le nom de « rue de l'Egalité » a été donné à cette rue, mais le nom actuel a été repris en 1814. À noter qu'il existe aussi à proximité une rue du Petit-Bourgeois, dont le nom évoque un petit bourg (« bourget ») qui était situé à proximité des remparts au XVIe siècle,.

## Bâtiments remarquables et lieux de mémoire
La voie comporte deux monuments classés : 
- no 4-6 Hôtel de Fontenoy[4] , hébergeant la Cour administrative d'appel de Nancy[5], inscrit au titre des monuments historiques par arrêté du 13 avril 1944[6]
- no 29 Hôtel Ferraris, siège de l'Inventaire des monuments historiques de la Direction régionale des Affaires culturelles de Lorraine. L'ensemble de l'hôtel particulier fait l’objet d’un classement au titre des monuments historiques depuis le 3 avril 2008[7].

On y trouve aussi d'autres bâtiments anciens :
- no 15 Hôtel des Pages, datant du XVIe siècle et XVIIe siècle
- no 27 Hôtel d'Hoffelize, construit au XVIIIe siècle